# Койсуг (Азовский район)
Ко́йсуг — посёлок в Азовском районе Ростовской области. Входит в состав Обильненского сельского поселения.
Исторически название «Койсуг» относится к расположенному рядом посёлку, административно включённому в состав  города Батайск в виде микрорайона с официальным названием «Западный Батайск», и к реке, на которой стоит город Батайск (включая Западный Батайск).

## География
Расположен в 20 км (по дорогам) восточнее районного центра — города Азова, на левобережье реки Койсуг. Восточнее посёлка находится город Батайск.

### Улицы
| - ул. Крестьянская, - ул. Луговая, - ул. М. Горького, - ул. Садовая, - ул. Тепличная, - ул. Мелиораторов, - ул. Грузинская, | - пер. Малый, - пер. Придорожный, - пер. Тупиковый. |

## Население
| 1989 | 2002 | 2010 |
| ---- | ---- | ---- |
| 321  | ↗430 | ↗598 |

население на 2021 год 3217 человек

## Известные уроженцы
- Дзюба, Георгий Георгиевич (1911—1960) — советский военачальник, генерал-лейтенант авиации.